# 1078 Mentha
1078 Mentha је астероид главног астероидног појаса са средњом удаљеношћу од Сунца која износи 2,269 астрономских јединица (АЈ).
Апсолутна магнитуда астероида је 11,80 а геометријски албедо 0,041.